# Monhegan
 (septembre 2019).
Si vous disposez d'ouvrages ou d'articles de référence ou si vous connaissez des sites web de qualité traitant du thème abordé ici, merci de compléter l'article en donnant les références utiles à sa vérifiabilité et en les liant à la section « Notes et références ».
L’île Monhegan est une île située dans l'État du Maine (États-Unis), à environ 12 milles marin (22 km) du continent. La population de l'île est de 75 personnes au recensement 2000.

## Histoire
La nom Monhegan vient du mot algonquin Monchiggon, pour « île-sur-la-mer ». Elle fut également surnommée "île-aux-loups" ou "île des Mohicans". L'île fut visitée par Martin Pring (1603), Samuel de Champlain (1604), George Weymouth (1605), et John Smith en 1614.
Originellement, l'île fut utilisée pour les échanges, particulièrement pour du poisson et des fourrures. Au XVIIe siècle s'y côtoyaient Basques, Bretons, Normands, Suédois, Hollandais, Espagnols, Portugais, Anglais et Écossais.
L'île devient populaire avec des artistes du XIXe siècle. Un groupe artistique s'établit sur l'île en 1890, et attire plusieurs artistes célèbres, comme Rockwell Kent, Edward Hopper, George Bellows. L'une des plus célèbres familles est les Wyeths. N.C. Wyeth, son fils Andrew Wyeth et son petit-fils Jamie Wyeth sont tous artistes à Monhegan.